# Lago di Fimon
Il lago di Fimon è uno specchio d'acqua di modeste dimensioni (0,68  km2) e poco profondo (in media 2 m) che si trova nel comune di Arcugnano (provincia di Vicenza), tra le frazioni di Pianezze e Lapio. È l'unico lago di dimensioni significative dell'intera provincia.
I dintorni del lago sono anche un sito archeologico, la cui importanza fu riconosciuta già nel XIX secolo dal naturalista vicentino Paolo Lioy.

## Etimologia
Fimon deriva da flumonis, letteralmente fiumone, grande fiume, così come la visione dalle alture circostanti evocava l'antica forma allungata del lago che copriva gran parte delle valli di Fimon almeno fino alla prima metà del Quattrocento.

## Storia
Il lago ha avuto origine dalla formazione di uno sbarramento alluvionale, prodotto dai fiumi Brenta, Astico e Bacchiglione ai margini dei Berici; in questa depressione si è andata via via accumulando l'acqua proveniente da tutti i torrenti dei colli. Dalle analisi condotte dai ricercatori del CNR sembra che abbia circa 35.000 anni, il più antico del nord Italia, molto più vecchio del Lago di Garda e ”battuto” solo dai laghi vulcanici del centro Italia.
L'interesse archeologico della zona di Fimon è dovuto al ritrovamento di resti di insediamenti risalenti ad almeno due epoche differenti: uno al neolitico ed uno all'età del bronzo.

## Archeologia
L'interesse archeologico della zona di Fimon è dovuto al ritrovamento di resti di insediamenti risalenti ad almeno due epoche differenti: uno al neolitico ed uno all'età del bronzo. Pioniere nell'analisi e nella catalogazione dei resti archeologici provenienti dalla zona fu il naturalista vicentino Paolo Lioy.

### Resti risalenti al neolitico
I resti risalenti al neolitico presumibilmente si possono ricondurre alla fase antica della cultura dei vasi a bocca quadrata. Le datazioni al radiocarbonio dei resti li collocano alla prima metà del IV millennio a.C.

#### L'insediamento
Il ritrovamento principale è costituito dai resti di capanne con focolare che riposa su strutture orizzontali di pali incrociati. Sono stati ritrovati focolari costituiti di blocchi di calcare ricoperti d'argilla e limo, di forma quadrata o circolare.

Nei pressi di tali strutture sono stati rinvenuti pali piantati verticalmente, che in un primo tempo avevano fatto pensare ad un abitato palafitticolo.
I legni utilizzati sono abbondanti nella zona vicina al lago; principalmente ontano, frassino, faggio e acero. Si suppone che la scelta, preponderante, dell'ontano fosse dovuta alla sua maggiore resistenza in ambienti umidi.

La parte aerea delle capanne non è stata rinvenuta, fatta eccezione per qualche pezzo d'intonaco lisciato da un lato e recante impronte di rami d'albero dall'altro.
Si può supporre che le piante delle capanne fossero rettangolari.

#### I reperti
Nei pressi dell'insediamento sono stati rinvenute conchiglie, ossa d'animali (tra cui mammiferi, pesci e tartarughe) semi carbonizzate, strumenti di pietra e d'osso, cocci e qualche sparuto oggetto ornamentale.

#### La sepoltura

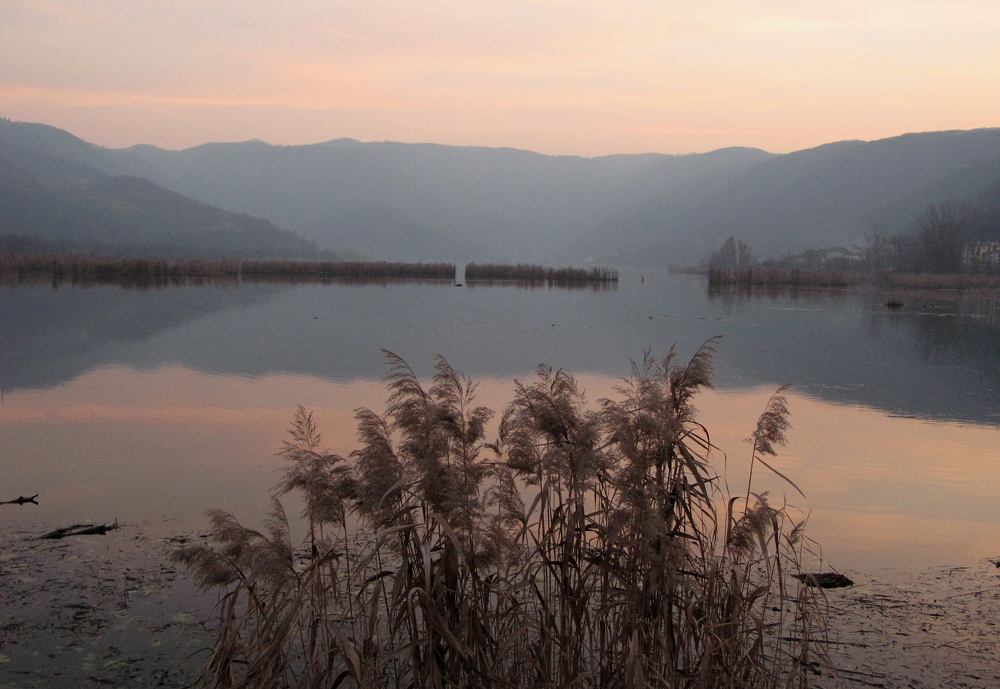
Il lago al tramonto

Nel luogo giaceva sepolto un ragazzo di dieci - dodici anni, assieme a ceramica del tipo di quella ritrovata all'interno dell'insediamento. La datazione al carbonio 14 tuttavia sembra indicare per i resti del fanciullo un'età maggiore di quella delle capanne, essendo queste di circa 200 anni più recenti.

#### L'industria litica
Gli strumenti di selce a scheggiatura laminare, principalmente di dimensioni grandi, sono stati ritrovati in quantità: grattatoi, punte foliate, bulini, perforatori, lame ritoccate; asce spesse di forma allungata (più comuni) e asce corte più sottili (più rare), un pezzo di scalpello, dei pestelli ed una macina.
Alcuni strumenti recavano resti di mastice, presumibilmente utilizzato per immanicare lame e altri utensili su aste di legno.
Un ritrovamento particolarmente significativo è costituito da una freccia di selce con punta peduncolata e asta lignea.
Sono stati rinvenuti anche punteruoli e spatole d'osso, zagaglie d'osso e oggetti ricavati a partire da palchi di cervo, presumibilmente percussori.

#### Ceramica
La ceramica fine rinvenuta consta di scodelle profonde a bocca circolare o quadrata e vasi ad alto piede (talora decorati con motivi geometrici), vasi e bicchieri a bocca quadrata e a fiasco, scodelle a bocca circolare (talora decorate con piccoli lobi sopraelevati sul bordo). La ceramica grossolana consta invece di vasi a bocca quadrata, a fiasco e a tronco di cono, grandi vasi profondi.
È da notare che alcuni vasi portano sul fondo l'impronta delle stuoie sulle quali presumibilmente poggiavano in fase di realizzazione.

#### Oggetti ornamentali
I ritrovamenti in questo caso non sono numerosi e si limitano a due metatarsi di lepre forati e cinque denti umani forati e limati.

## Flora e fauna
Il lago di Fimon rappresenta un ecosistema di particolare pregio per ricchezza della biodiversità, al punto da essere area protetta inserita nella “Rete Natura 2000” dell’Unione europea e classificato come Sito di Interesse Comunitario e Zona Speciale di Conservazione unitamente al comprensorio dei Colli Berici.
I prati si alternano ai campi coltivati e a piccole aree boschive (sebbene il bosco quasi quaranta anni fa arrivasse fino allo specchio d'acqua) con una interessante vegetazione di salici e pioppi, canneti e delicate ninfee che si estendono fino al centro del piccolo specchio d'acqua.
Tra la fauna presente vanno citate, nonostante il calo drastico avvenuto per cause antropiche dagli anni '90 in poi, alcune specie di anfibi che lo prediligono come sito riproduttivo, in particolare il Rospo comune (Bufo bufo). La loro tutela è portata avanti dal gruppo di volontari di SOS Anfibi Vicenza.

### Fauna ittica

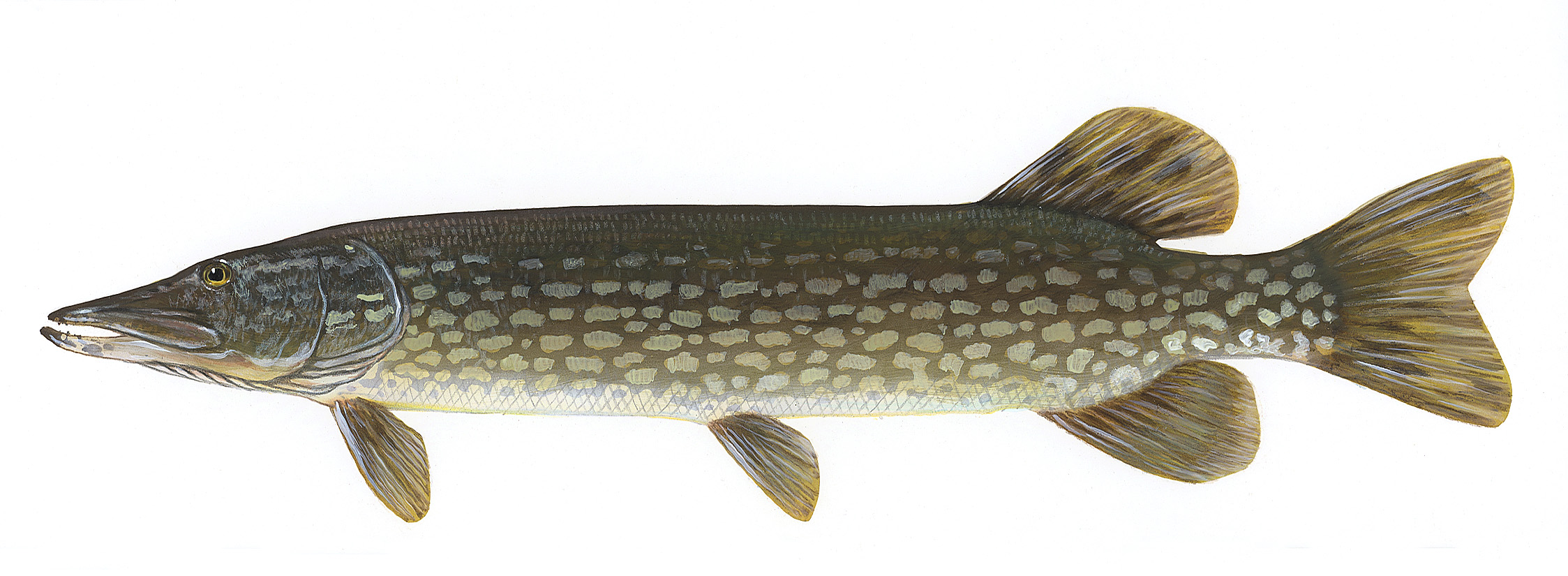
Il luccio una delle specie ittiche presenti nel lago.

Il lago presenta un fondo melmoso e una vegetazione abbondante, caratteristiche che, unite alla scarsa profondità, lo rendono un habitat adatto ai ciprinidi.
In particolare le specie ittiche presenti da lungo tempo sono: la carpa (Cyprinus carpio), la tinca (Tinca tinca), il luccio (Esox lucius), la scardola (Scardinius erythrophthalmus), l'anguilla (Anguilla anguilla), la savetta (Chondrostoma soetta) e la lasca (Chondrostoma genei).
La popolazione ittica attuale è differente, dal momento che sono apparse nuove specie e ne sono scomparse altre: tra queste ultime la lasca e la savetta, tra le prime il persico trota (Micropterus salmoides), il persico sole (Lepomis gibbosus), il persico reale (Perca fluviatilis), il pesce gatto (Ictalurus melas) e il siluro d'Europa (Silurus glanis). Dall'inizio degli anni ottanta è presente anche l'abramide (Abramis brama), specie originaria del centro-est europeo.

## Turismo e attività sportive
Il lago è d'interesse turistico, specie nella bella stagione, in cui diviene meta ideale per gite fuori porta da parte della popolazione del territorio vicentino. Nelle sue vicinanze sono presenti un bar (che si trova direttamente affacciato sul lungolago) e due pizzerie.  Nelle acque del lago viene praticata la pesca sportiva, anche con l'utilizzo di barche e belly boat.
Il lago di Fimon è piacevolmente incastonato nell'incantevole paesaggio dei Colli Berici, a pochi chilometri da Vicenza, ed è il posto ideale per famiglie con bambini che possono approfittare di facili itinerari da fare a piedi o in bicicletta, ma anche semplicemente distendersi all’ombra di un albero per una pausa rigenerante.
Nonostante le ridotte dimensioni e la scarsa profondità, il lago racconta una storia che risale addirittura al Neolitico e all'età del Bronzo, come testimoniano i numerosi e importanti ritrovamenti archeologici del diciannovesimo secolo.
Per le scuole sono stati ideati due itinerari didattici: uno punta l'attenzione sugli stanziamenti dell'uomo nella zona durante la Preistoria e l'altro propone invece un approccio più naturalistico-ambientale.

## Trasporti e viabilità
Il lago si raggiunge in auto da Vicenza percorrendo la SP 247 (Riviera Berica) fino a Longara e la SP 88 del Tormeno fino a Torri di Arcugnano, per poi proseguire fino al Lago di Fimon seguendo le indicazioni locali. La strada consente al traffico veicolare di raggiungere la zona dei parcheggi turistici in riva ovest del lago, ma il giro completo del bacino è limitato solo al traffico ciclopedonale.
La zona è servita dalla linea 13 della SVT (Società Vicentina Trasporti), con partenza da viale Roma (fronte stazione FF.SS. di Vicenza).
Il lago è navigabile solo con imbarcazioni da diporto di piccole dimensioni noleggiabili in loco.

## Galleria d'immagini

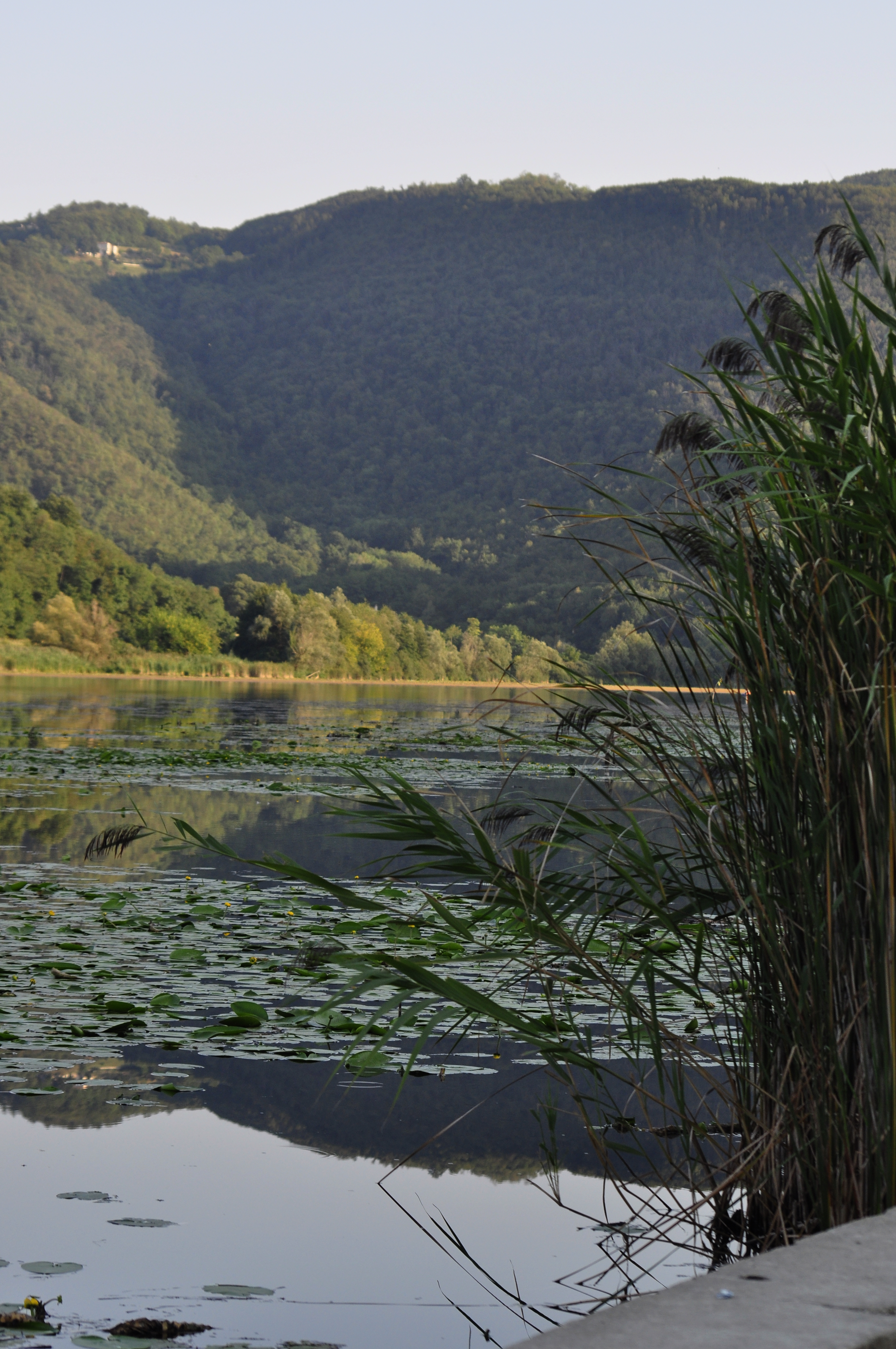
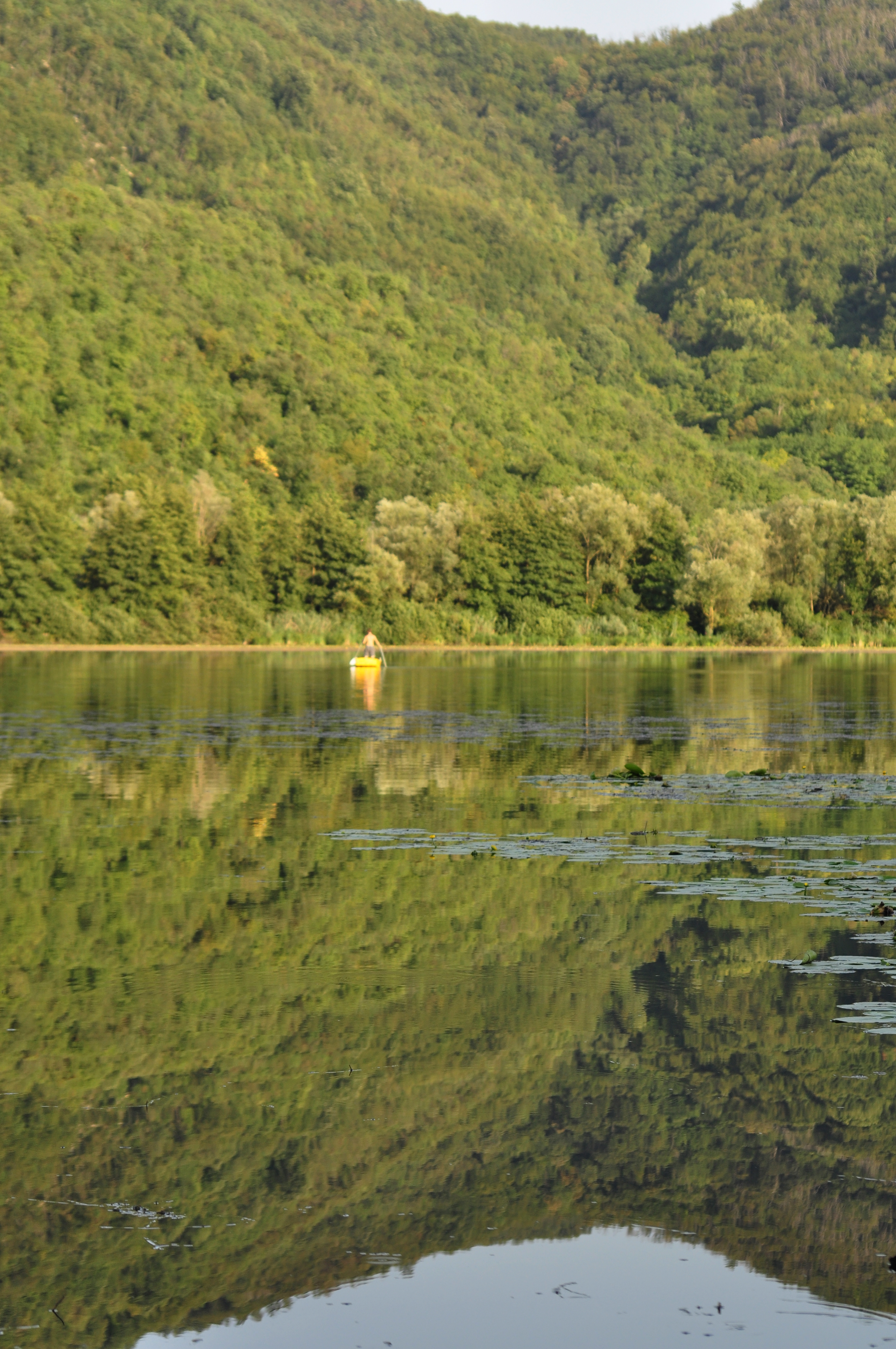
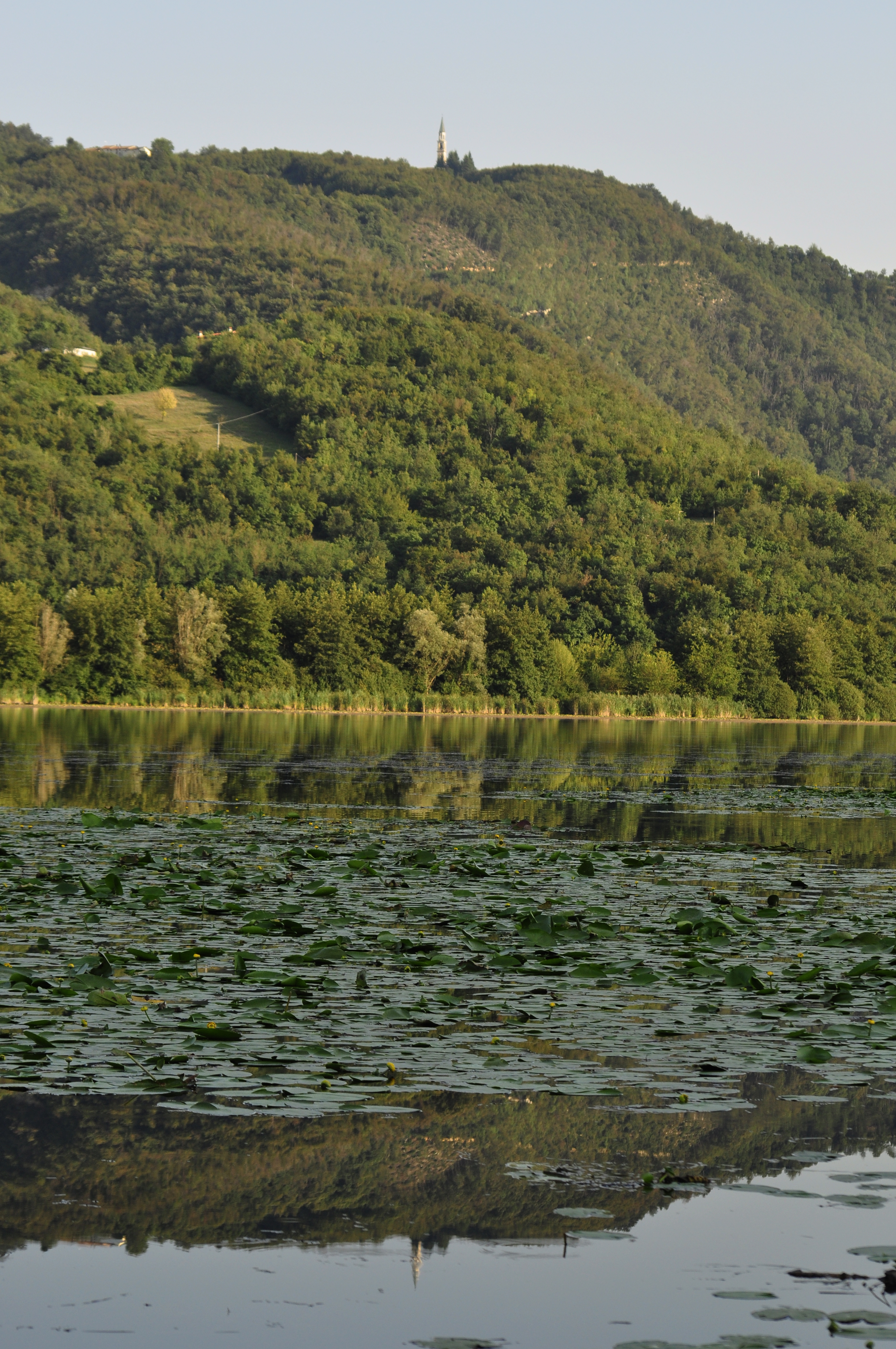
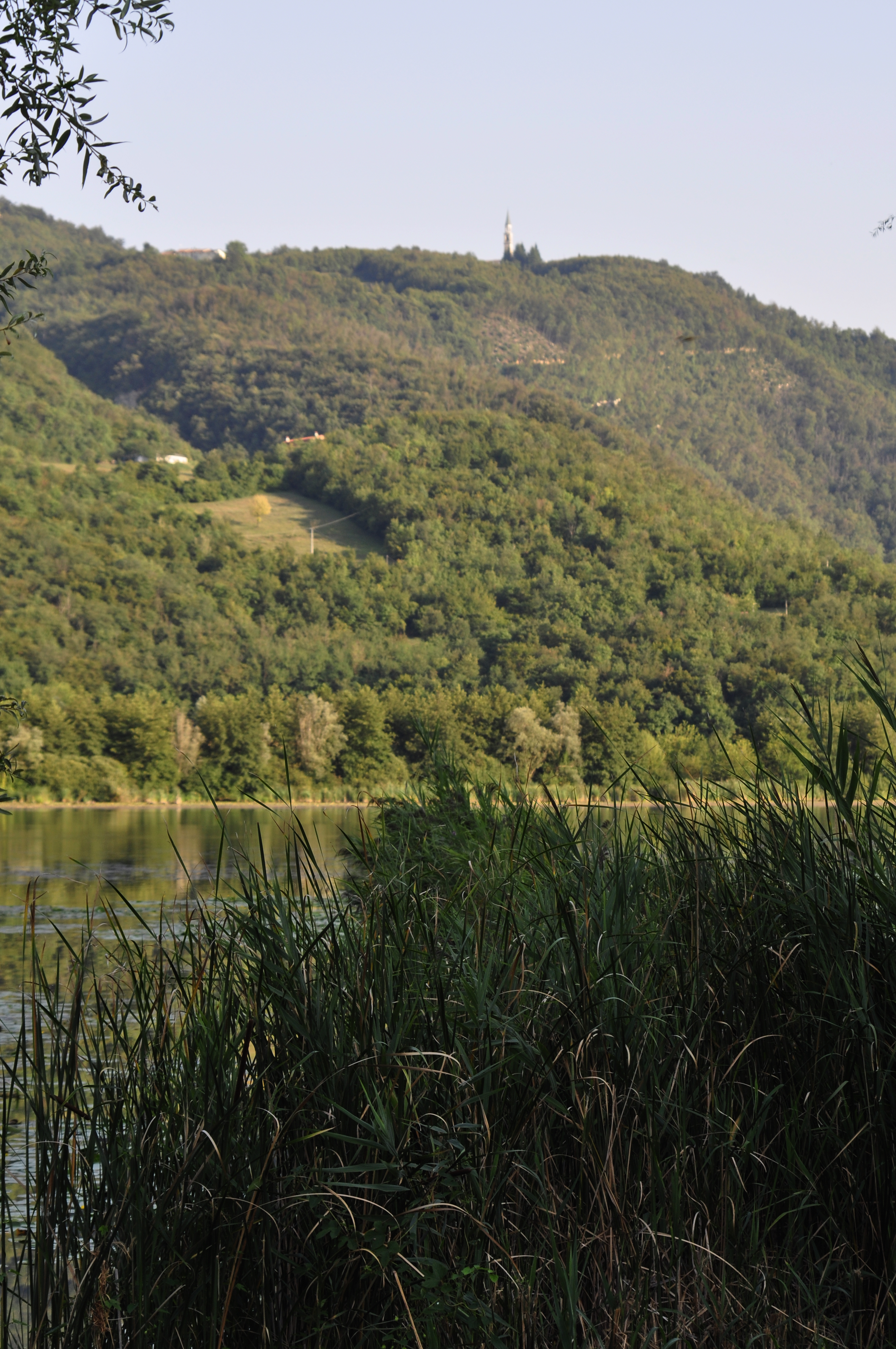
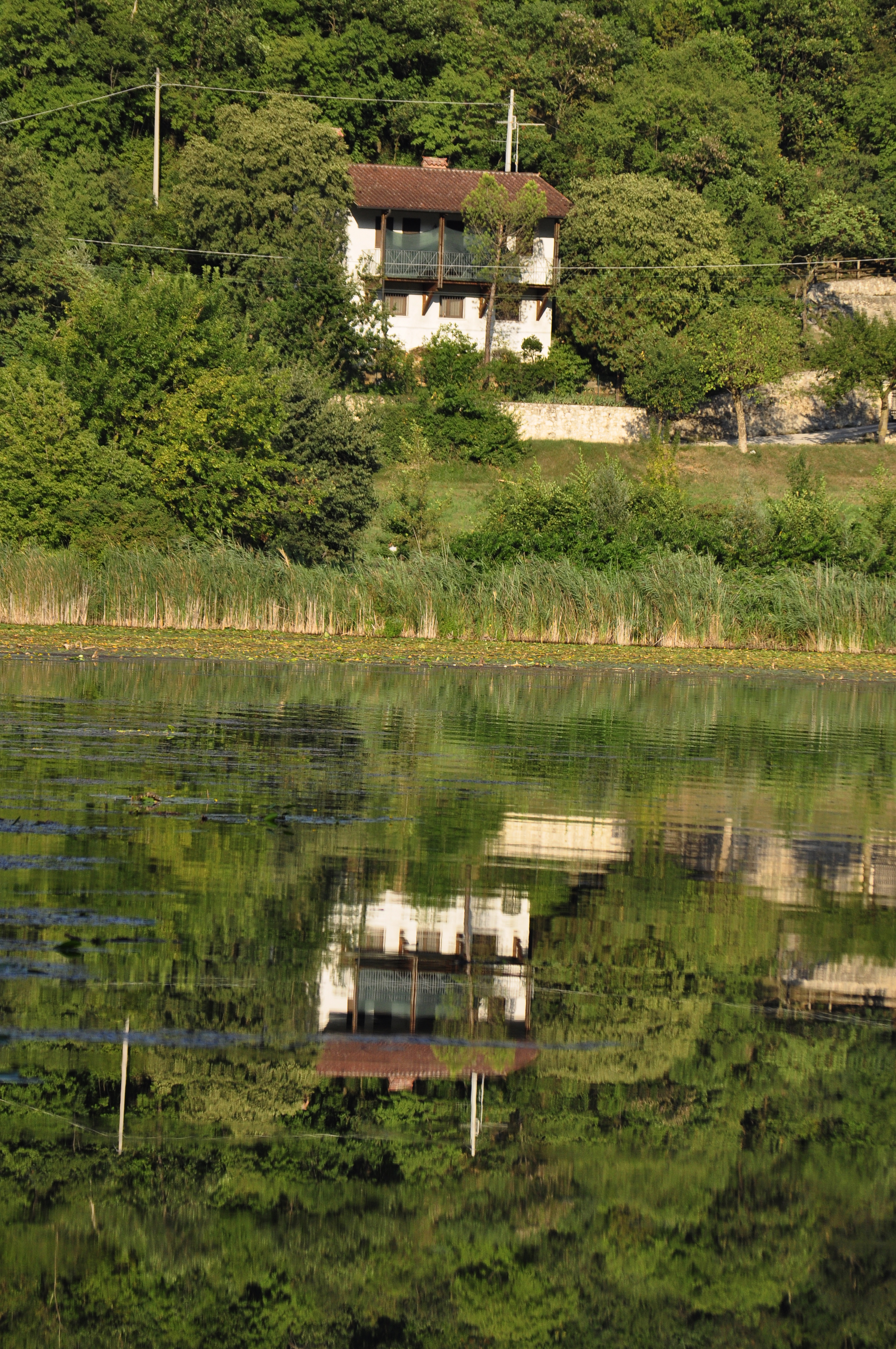
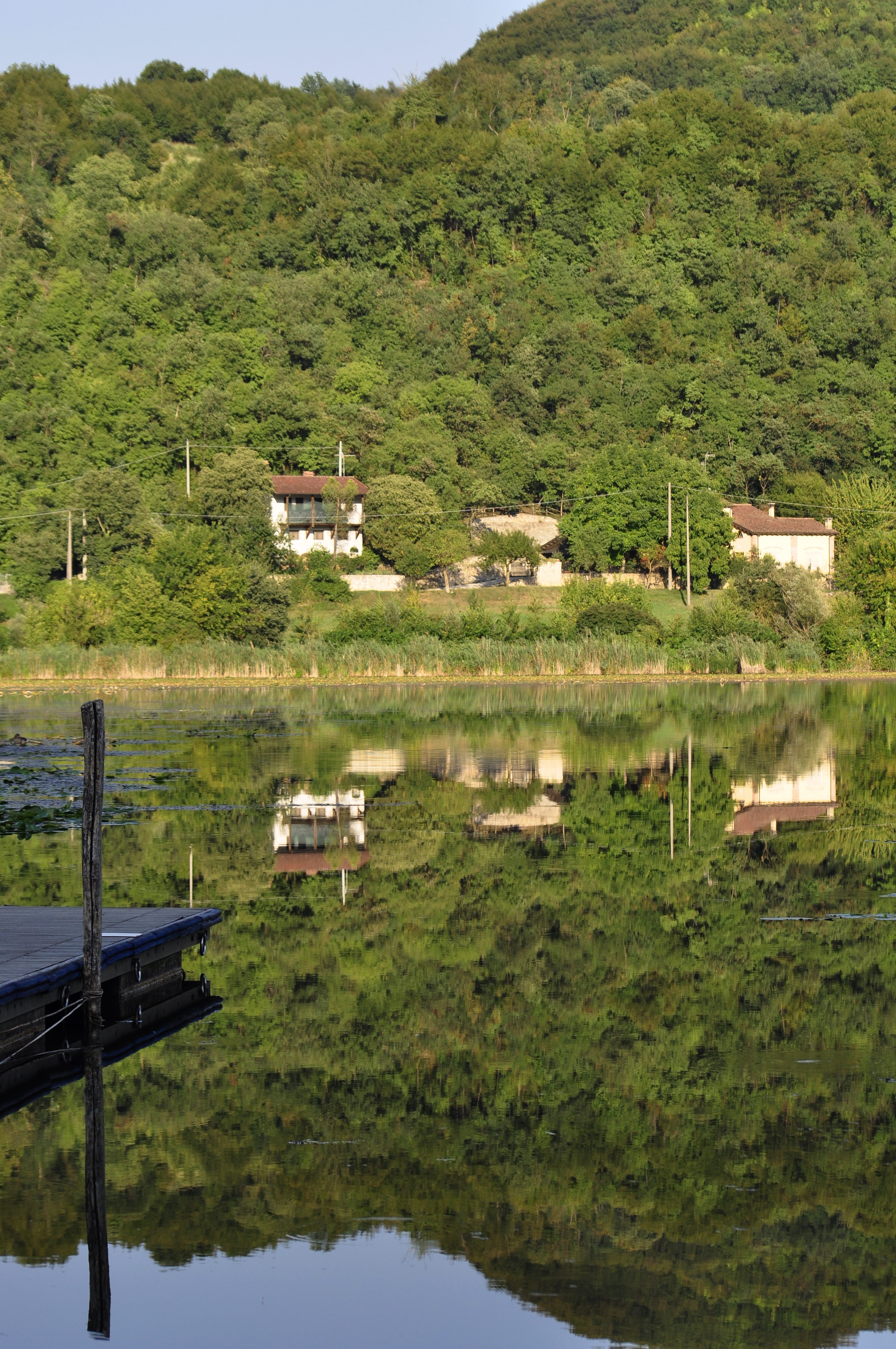
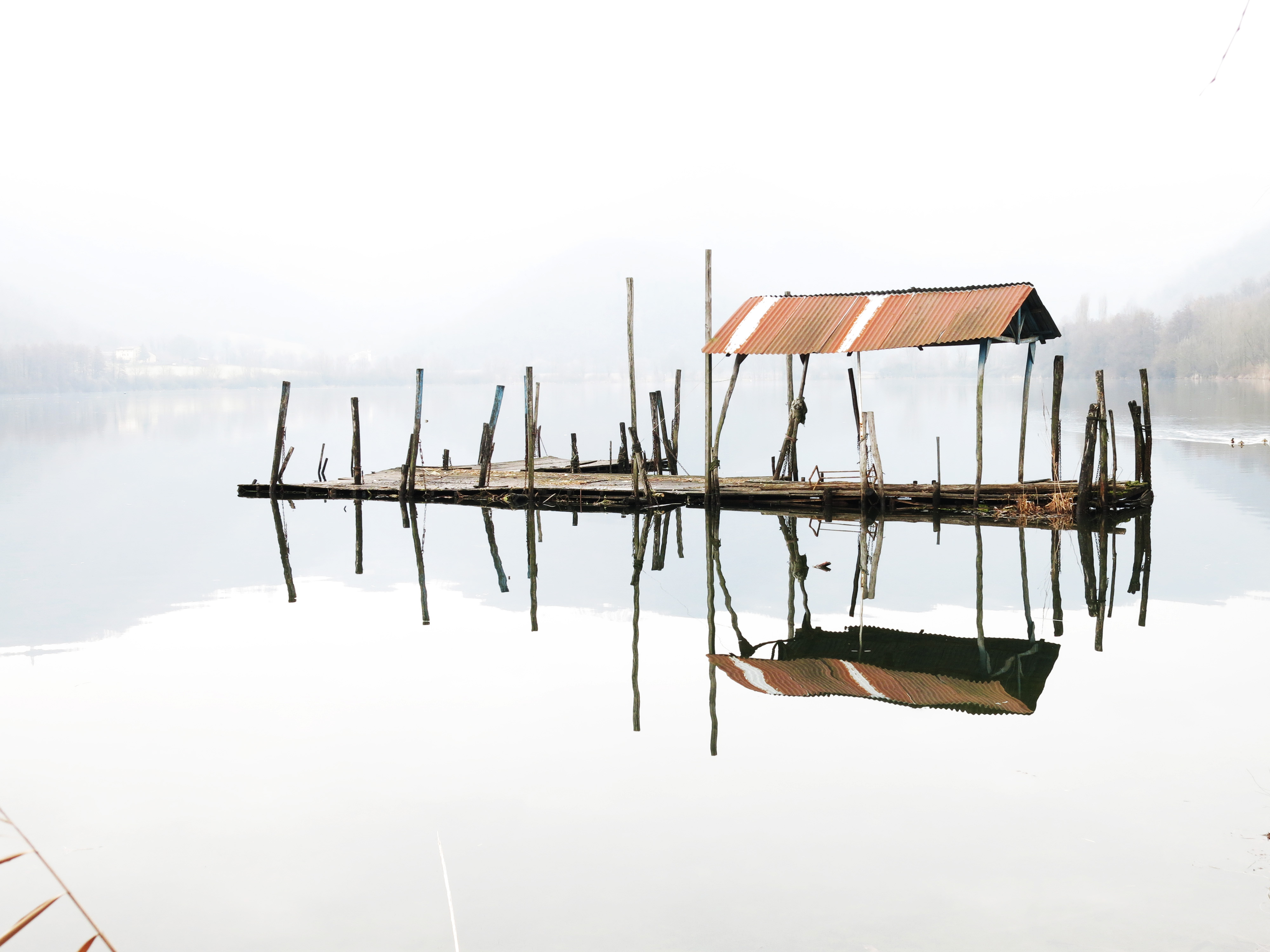

### Flora e fauna

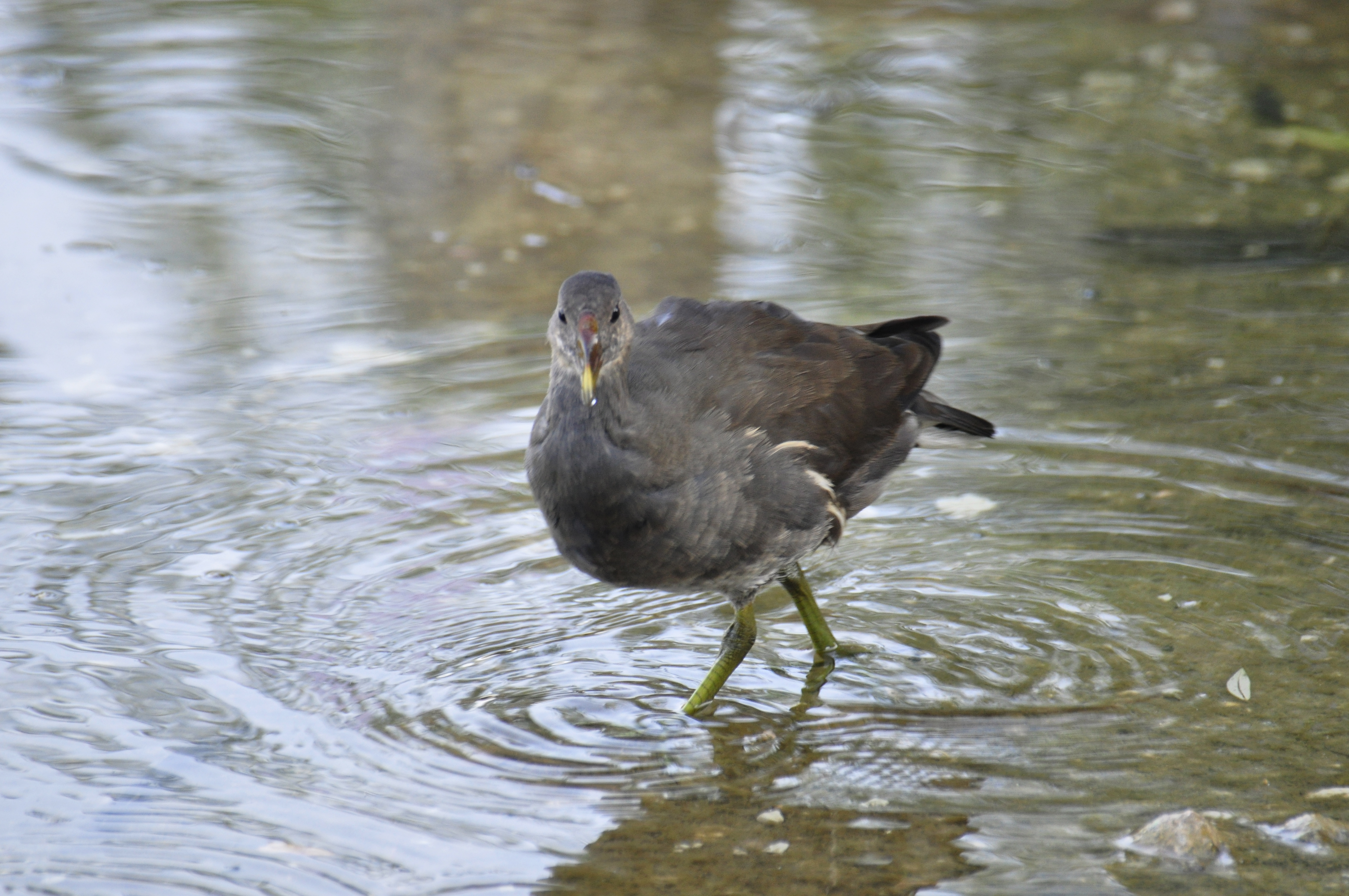
Gallinella d'acqua
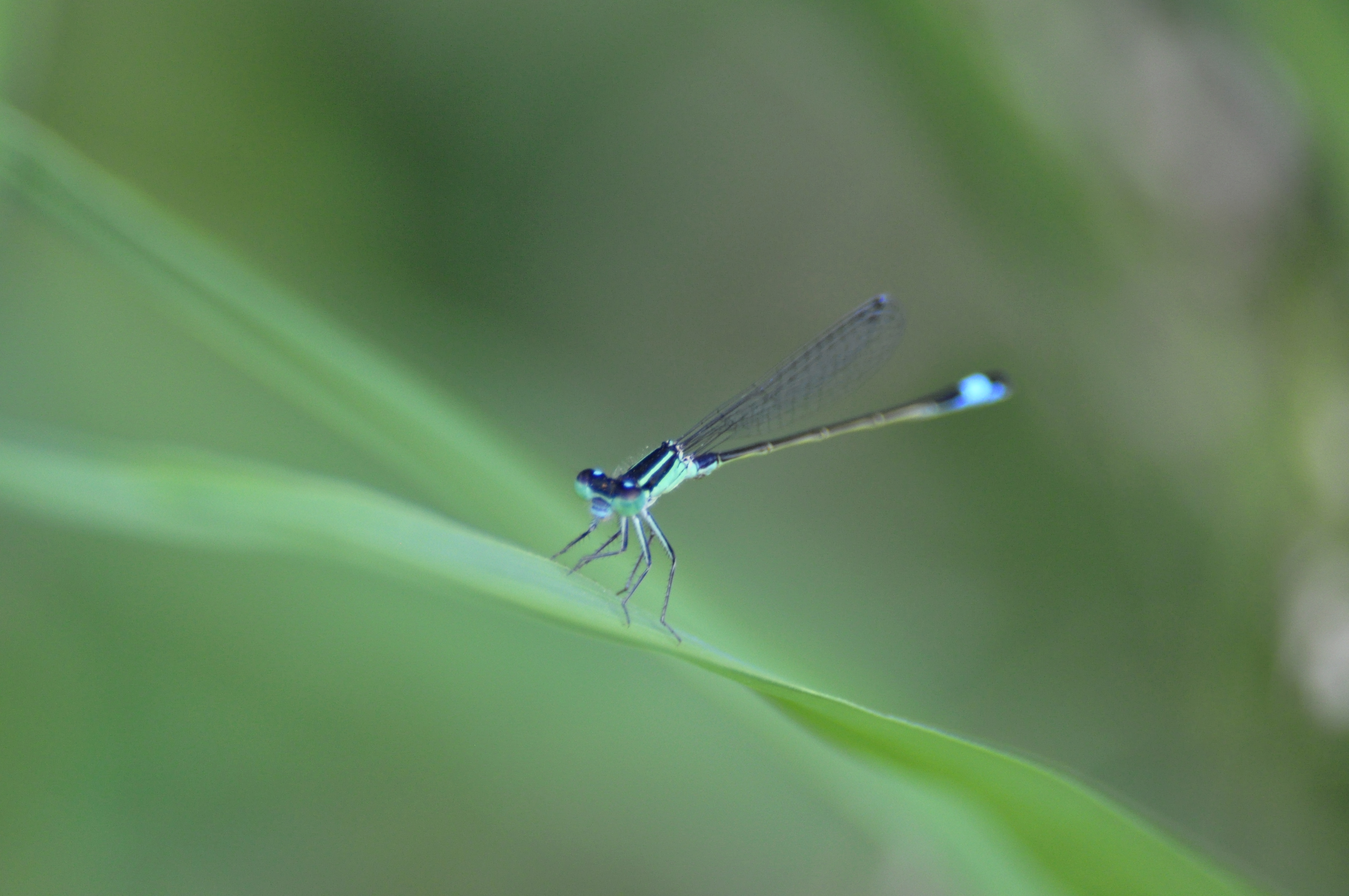
Libellula
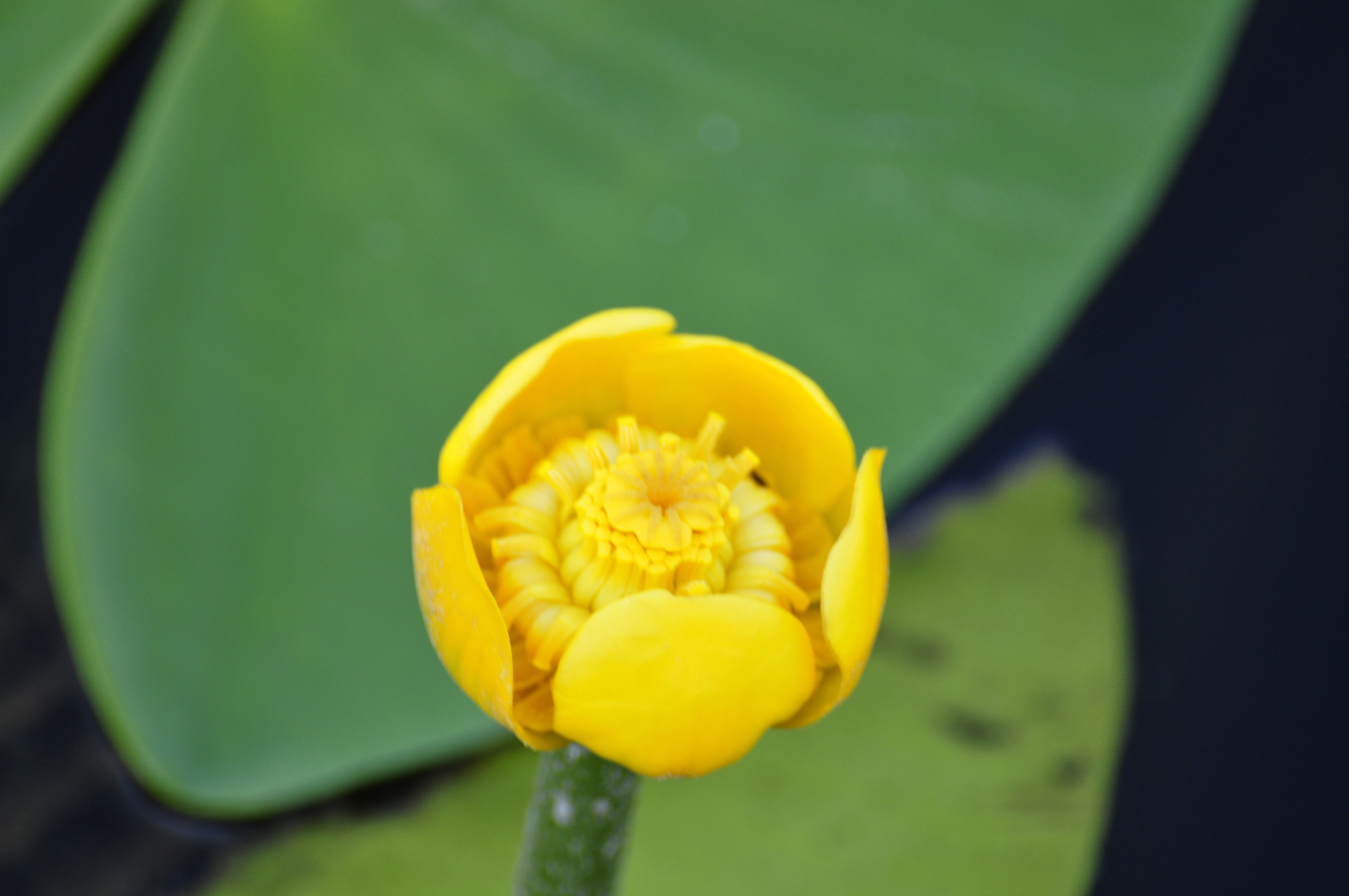
Fiore di ninfea gialla (Nuphar lutea)
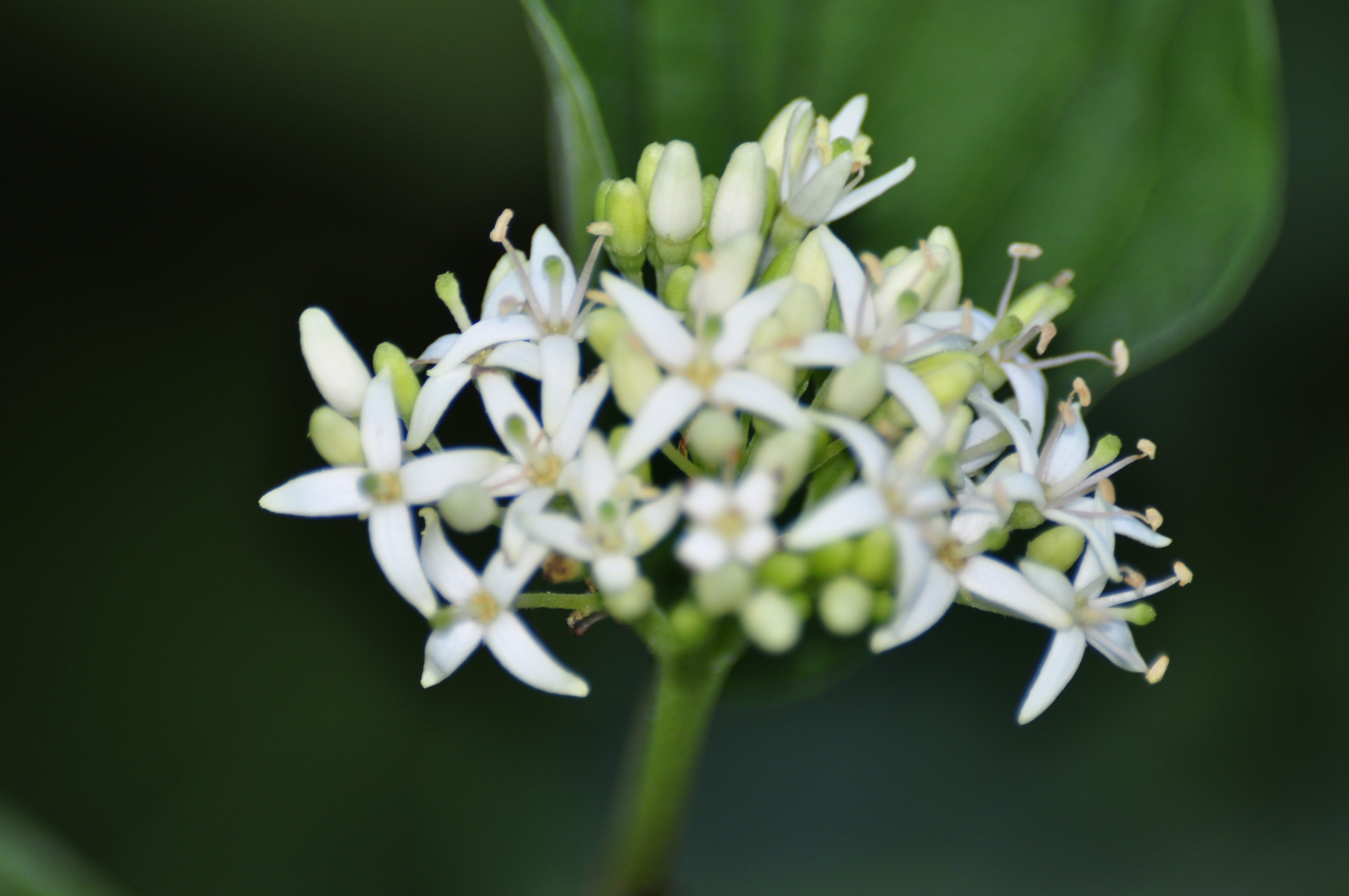
Infiorescenza
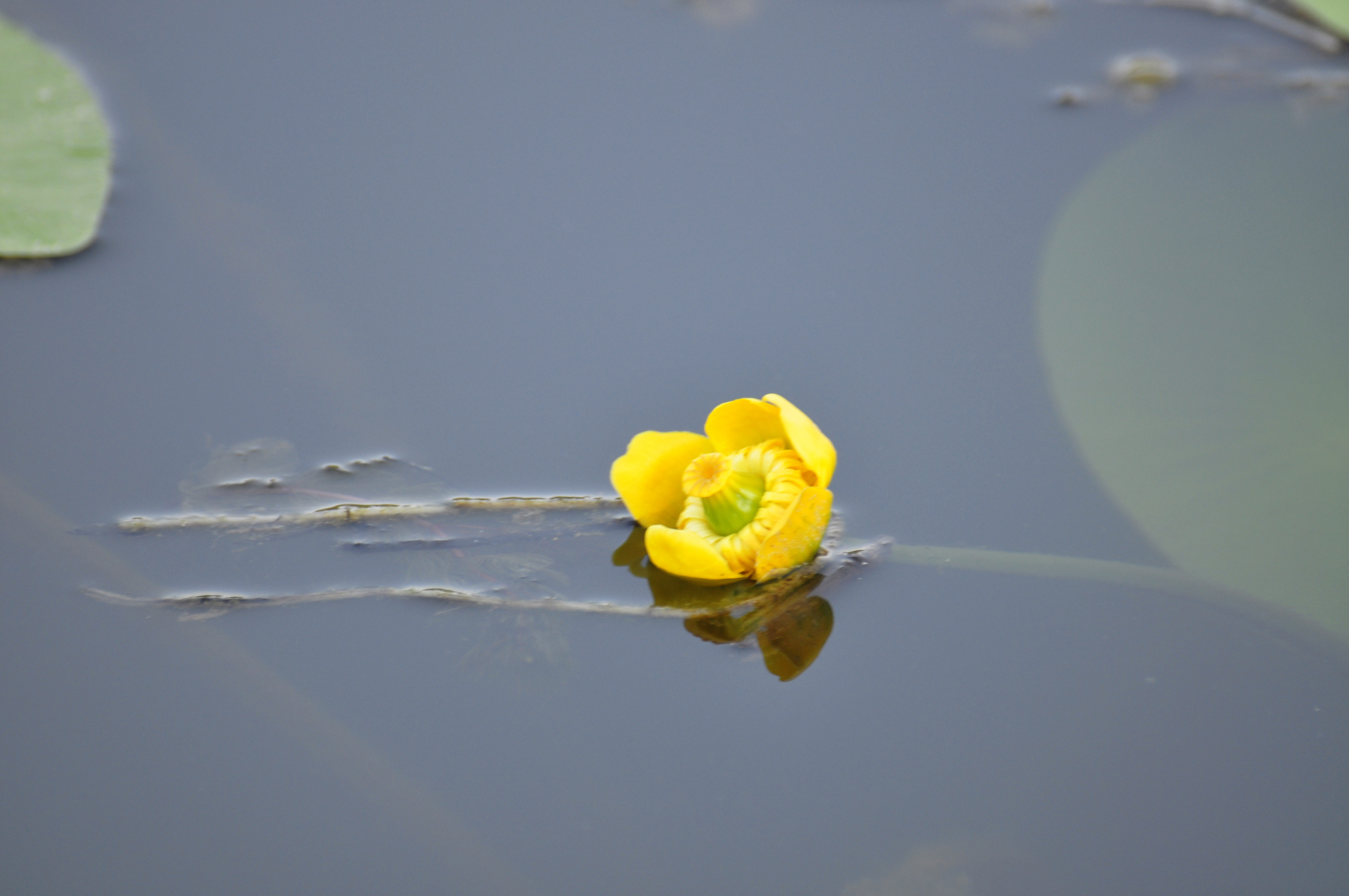
Fiore di ninfea gialla
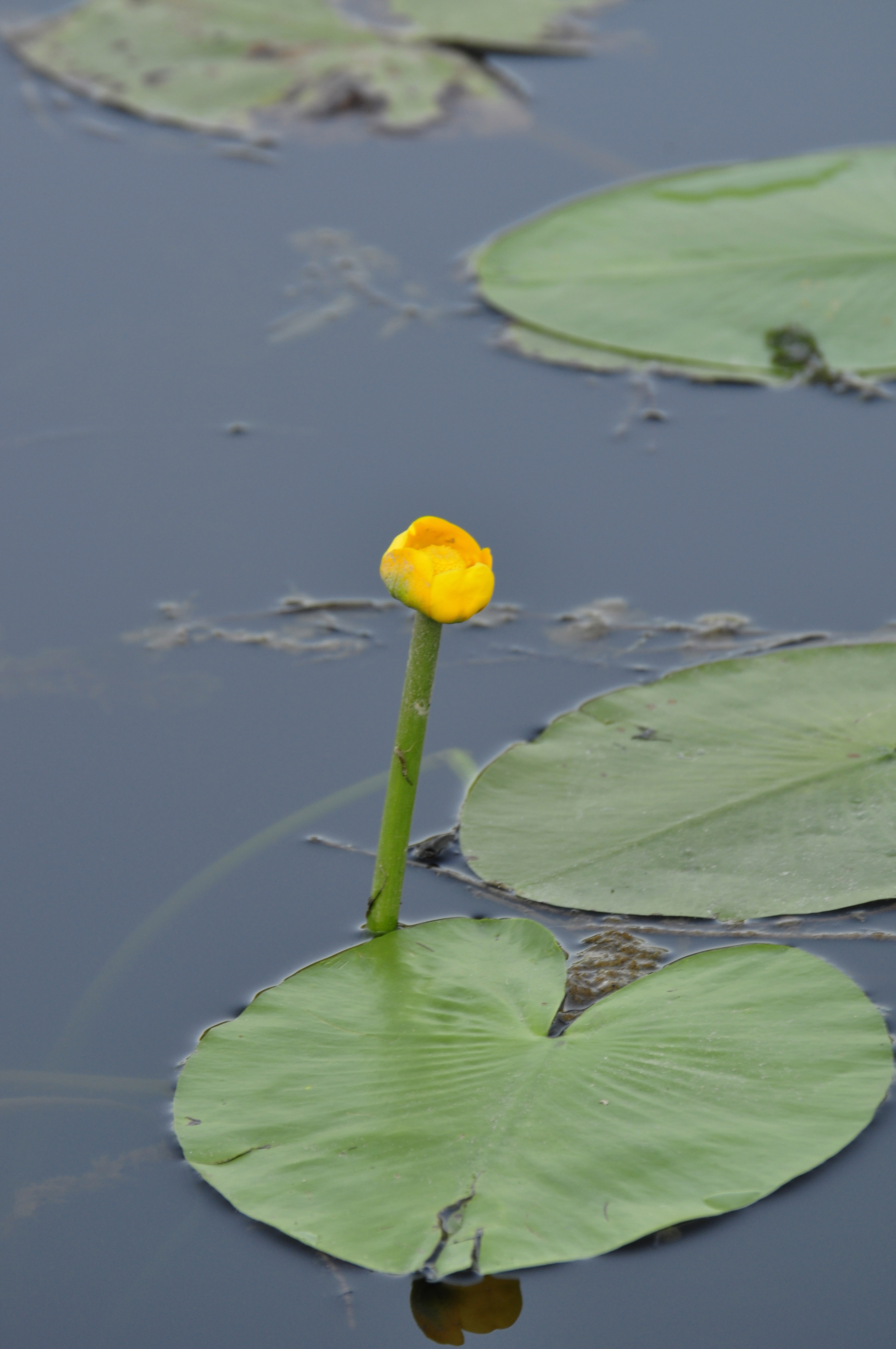
Fiore di ninfea gialla
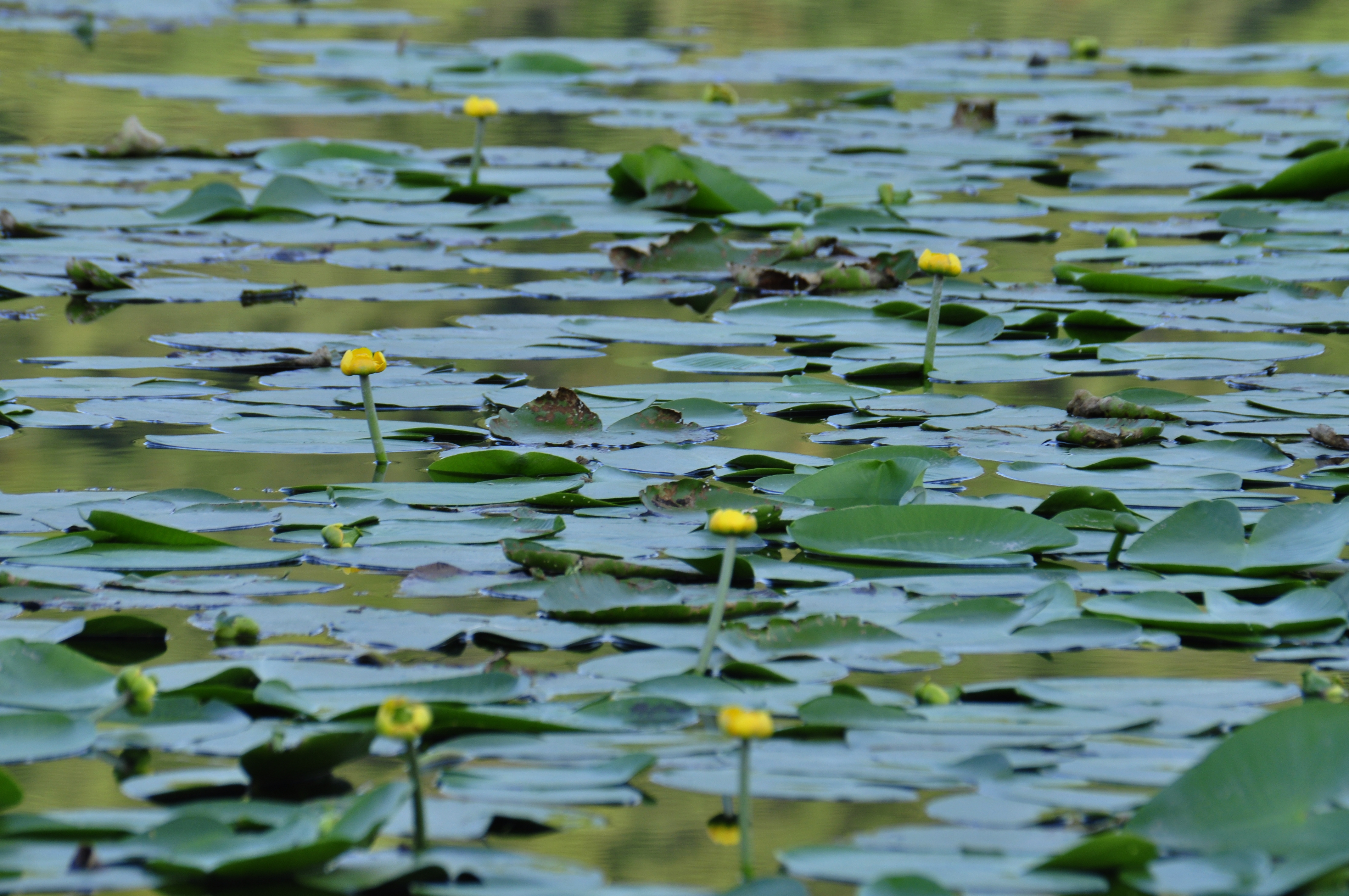
Distesa di ninfee gialle
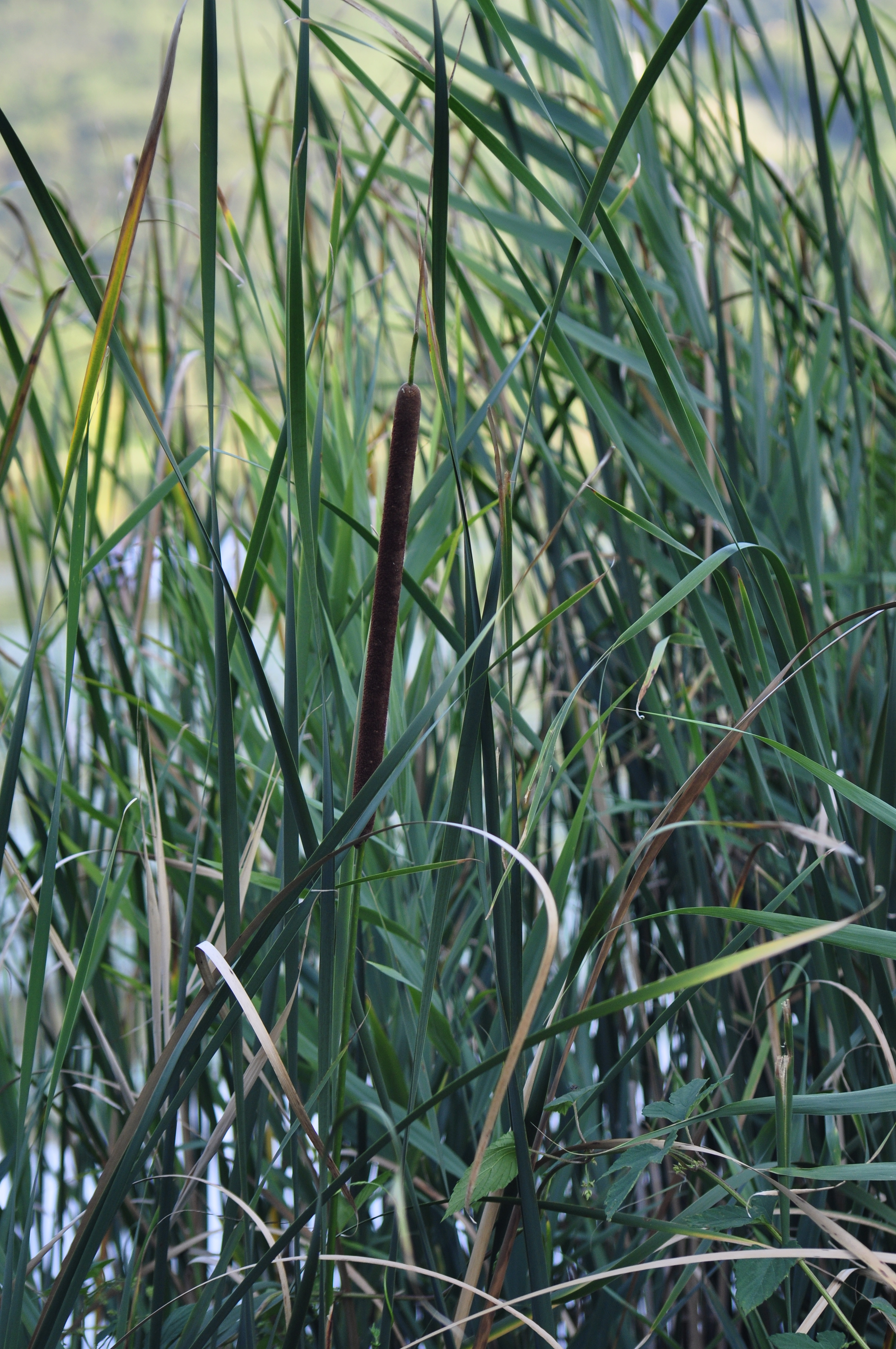
Tifa

## Curiosità
Nel 2016, si fecero insistenti le voci sull'avvistamento di una creatura inquietante nella acque del bacino.
Nel 2022, un misterioso manichino spuntò dalla superficie del lago riportando il testo di una canzone di Morgan, destò molta curiosità e fu soprannominato "L'Angelo Bianco".
Il 22 ottobre 2022, la rivista Vanity Fair, dedicò un articolo al Lago di Fimon, accostandolo ad un giardino giapponese.

## Cronaca
Il 18 aprile 2018, fu ritrovato nelle acque del lago il corpo del centralinista della Basilica di Sant'Antonio.